# Aegus platyodon leopoldi
Aegus platyodon leopoldi es una especie de coleóptero de la familia Lucanidae.

## Distribución geográfica
Habita en Kai, Misool, Nueva Guinea.